# Museo de la Real Fuerza Aérea Británica de Cosford
El Museo de la Real Fuerza Aérea Británica de Cosford (comúnmente llamado simplemente como "Cosford") es un museo dedicado a la historia de la aviación, y a la Real Fuerza Aérea Británica en particular. Es una rama del Museo de la Real Fuerza Aérea Británica ubicado cerca del pueblo de Cosford en Shropshire, Reino Unido. El museo de la Real Fuerza Aérea Británica tiene dos ubicaciones en Inglaterra, estando el otro situado en el Museo de la Real Fuerza Aérea Británica de Londres en Colindale (cerca de Hendon) al norte de Londres.

## Aeronaves en exposición

### Hangar 1 (Transporte y entrenamiento)

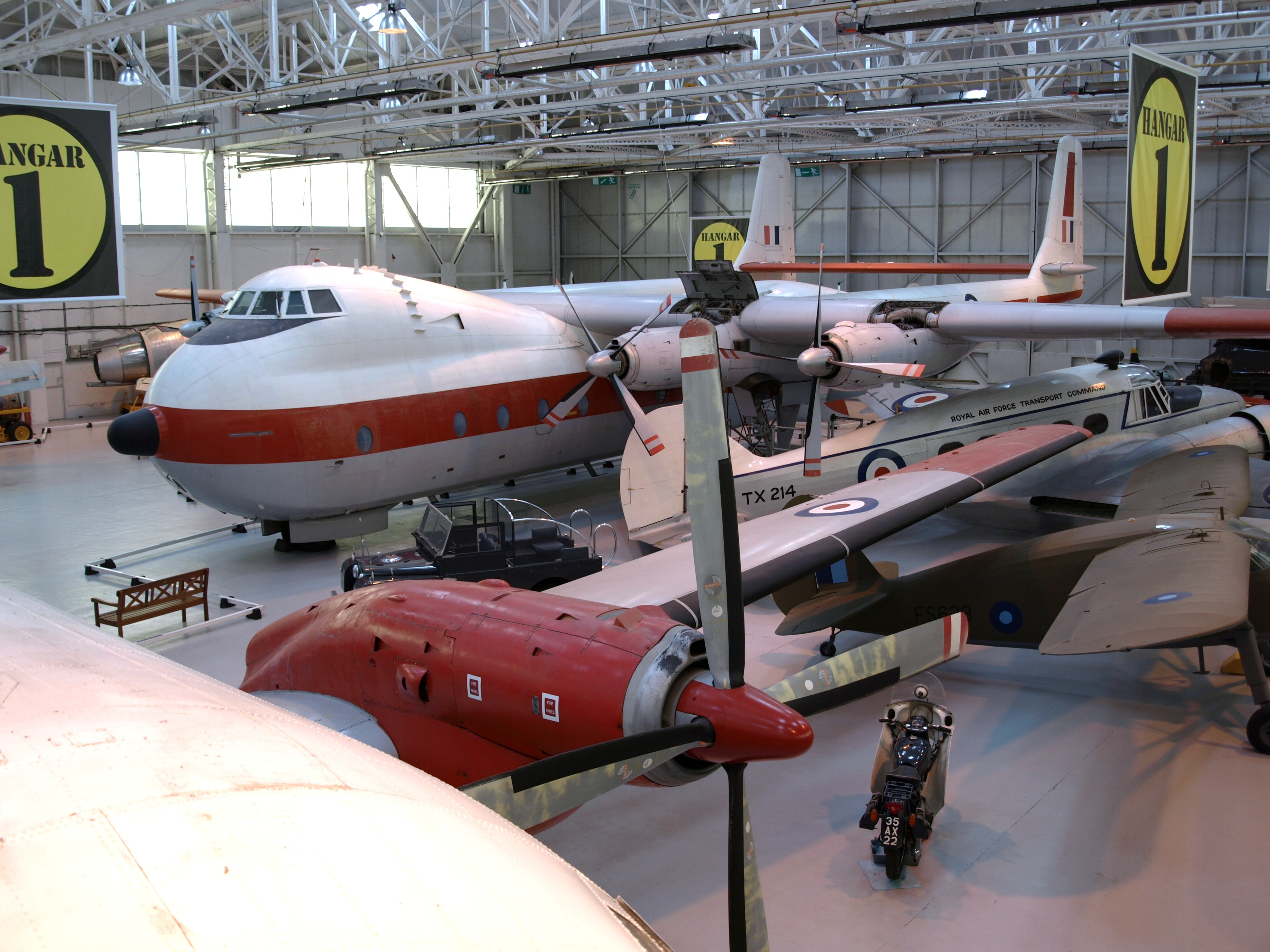
El Armstrong Whitworth Argosy C1 en el Hangar 1

- Armstrong Whitworth Argosy C1
- Auster Antarctic
- Avro Anson C19
- Boulton Paul Sea Balliol T21
- Bristol Sycamore HR14
- CASA 352L (Junkers Ju 52)
- de Havilland Chipmunk T10
- de Havilland Comet 1XB
- de Havilland Devon C2
- Fairchild Argus II
- Hawker Cygnet
- Hawker Siddeley Andover E3A
- Hawker Siddeley Gnat T1
- Mignet Pou-du-Ciel
- Percival Jet Provost T1
- Percival Pembroke C1
- Percival Provost T1
- Scottish Aviation Bulldog T1
- Vickers Varsity T1
- Westland Dragonfly HR3
- Westland Wessex HC2

### Exhibición Nacional de la Guerra Fría
- Avro Vulcan B2
- Avro York C1
- de Havilland Venom FB54
- Douglas Dakota C4
- English Electric Lightning F1
- English Electric Canberra PR9
- General Dynamics F-111F
- Gloster Meteor NF14
- Gloster Javelin FAW1
- Handley Page Hastings T5
- Handley Page Victor K2
- Hawker Hunter T7A
- McDonnell Douglas Phantom FG1
- Mikoyan MiG-15bis
- Mikoyan MiG-21PF
- North American Sabre F4
- Scottish Aviation Jetstream T1

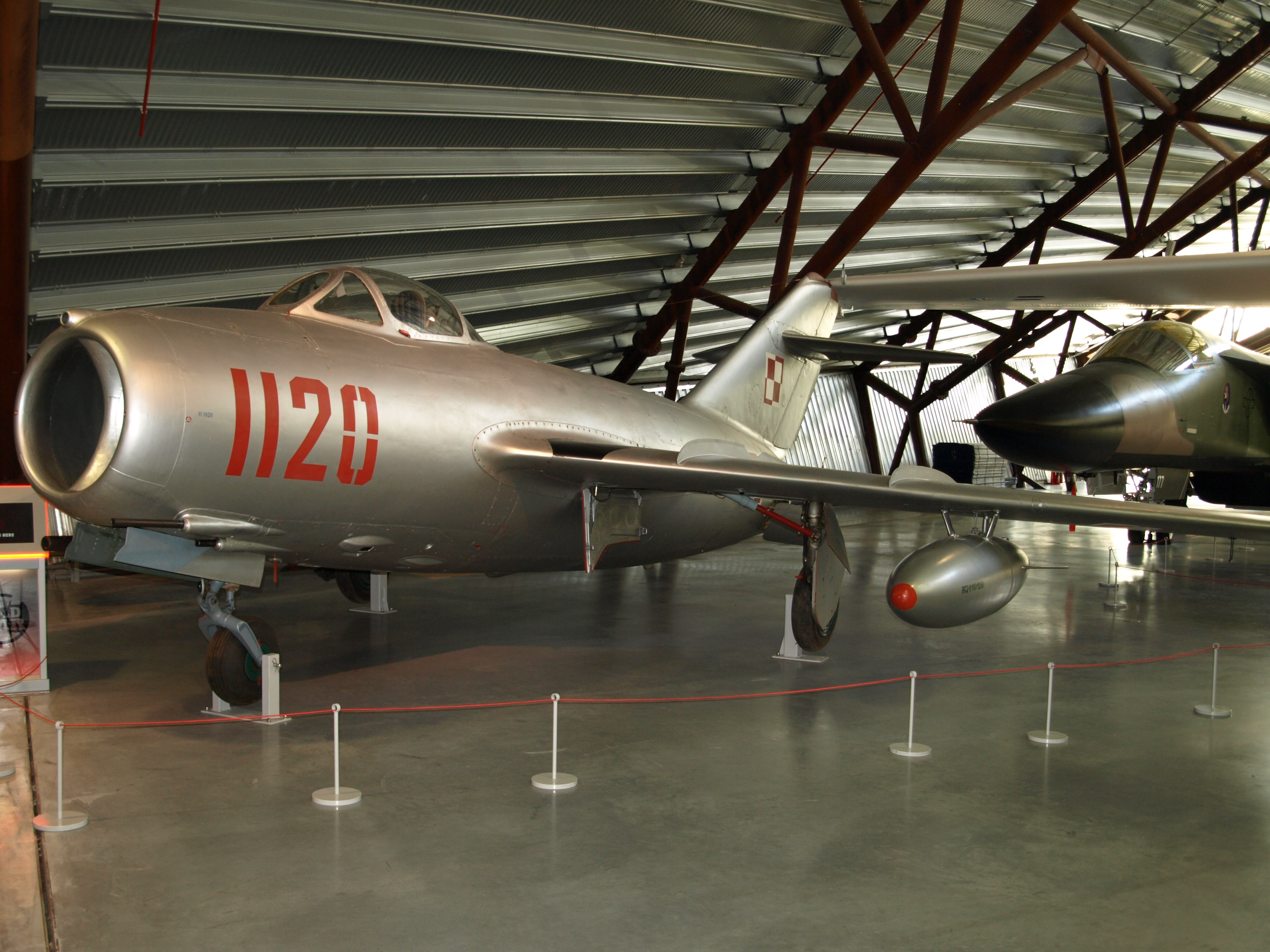
Mikoyan MiG-15bis en el hangar de la Exhibición Nacional de la Guerra Fría.

- Scottish Aviation Twin Pioneer CC1
- Short Belfast C1
- Sikorsky MH-53M Pave Low IV
- Vickers Valiant BK1

### Aviones exhibidos al aire libre
- Bristol Britannia
- Hawker Hunter F6A
- Lockheed P-2 Neptune

### Prototipos (Colección de Investigación y Desarrollo)

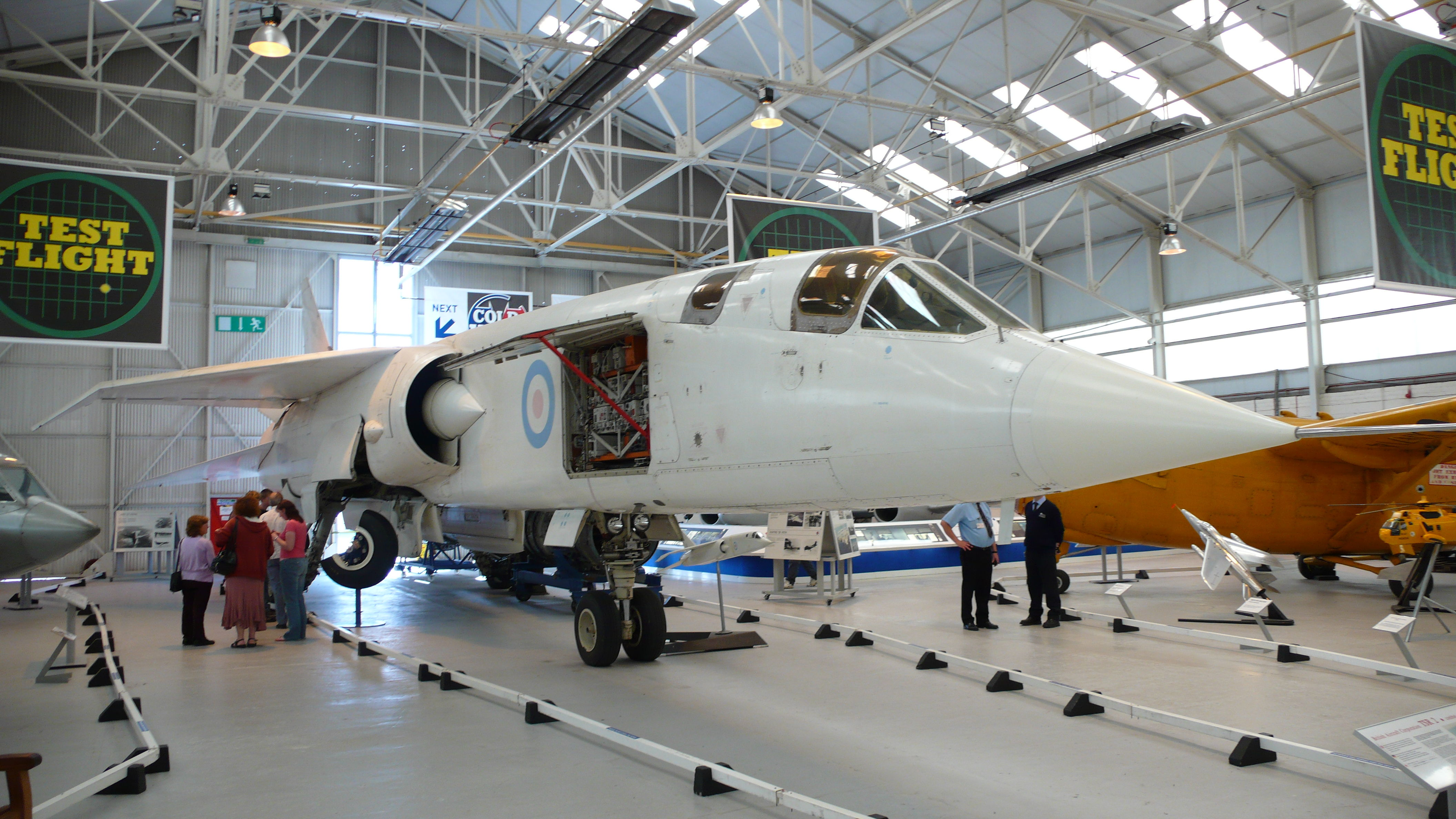
El BAC TSR-2 en el hangar de Prototipos

- Avro 707C
- Bristol 188
- BAC TSR-2
- English Electric P.1A
- Fairey FD.2
- Gloster Meteor F8 (Modified)
- Gloster F9/40 Meteor
- Gloster Meteor T7 (Modified)
- Hunting H.126
- Saunders-Roe SR.53
- Sepecat Jaguar ACT
- Short SB.5

### Colección de Aviones de Guerra

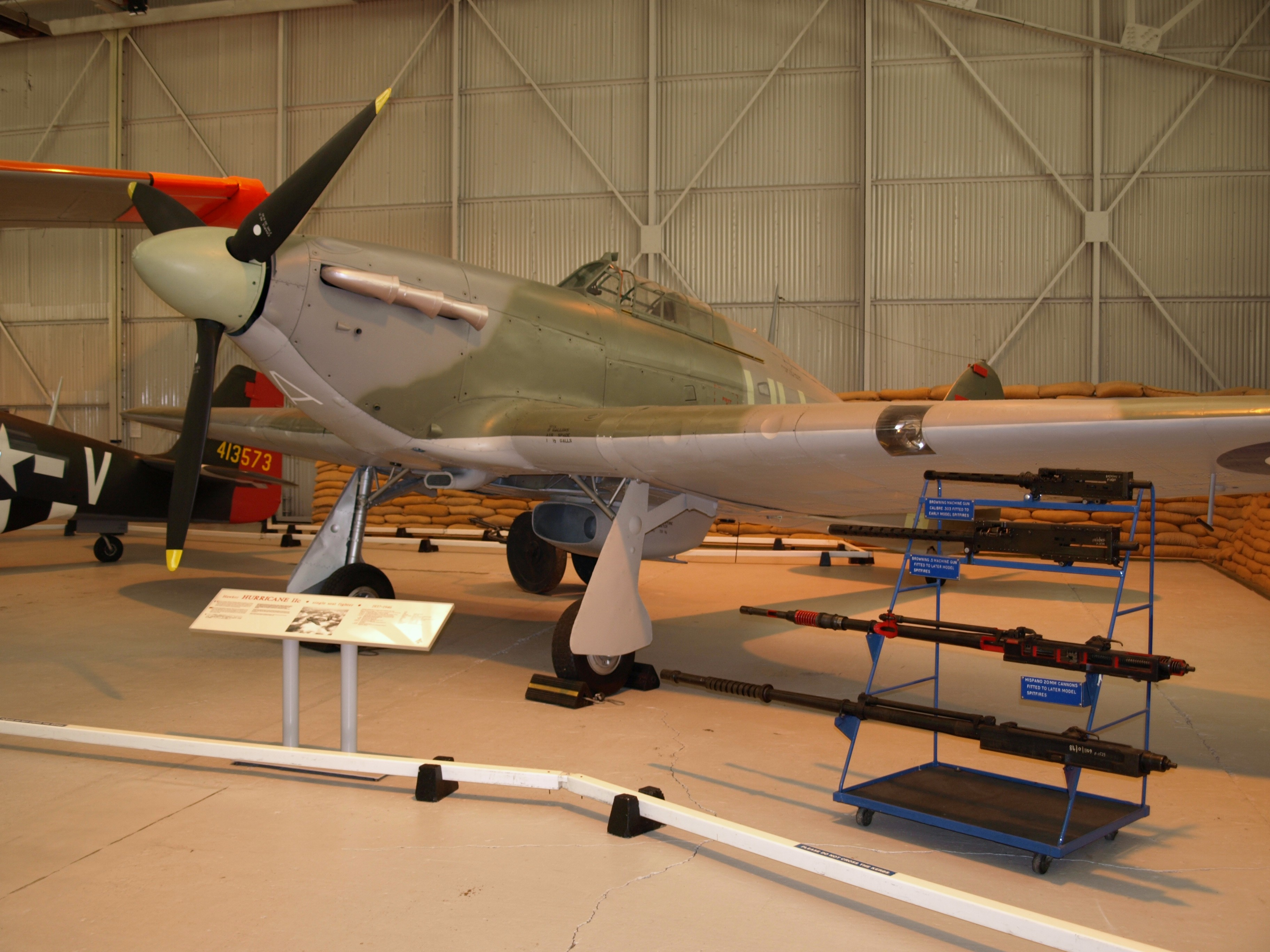
Un Hawker Hurricane II.

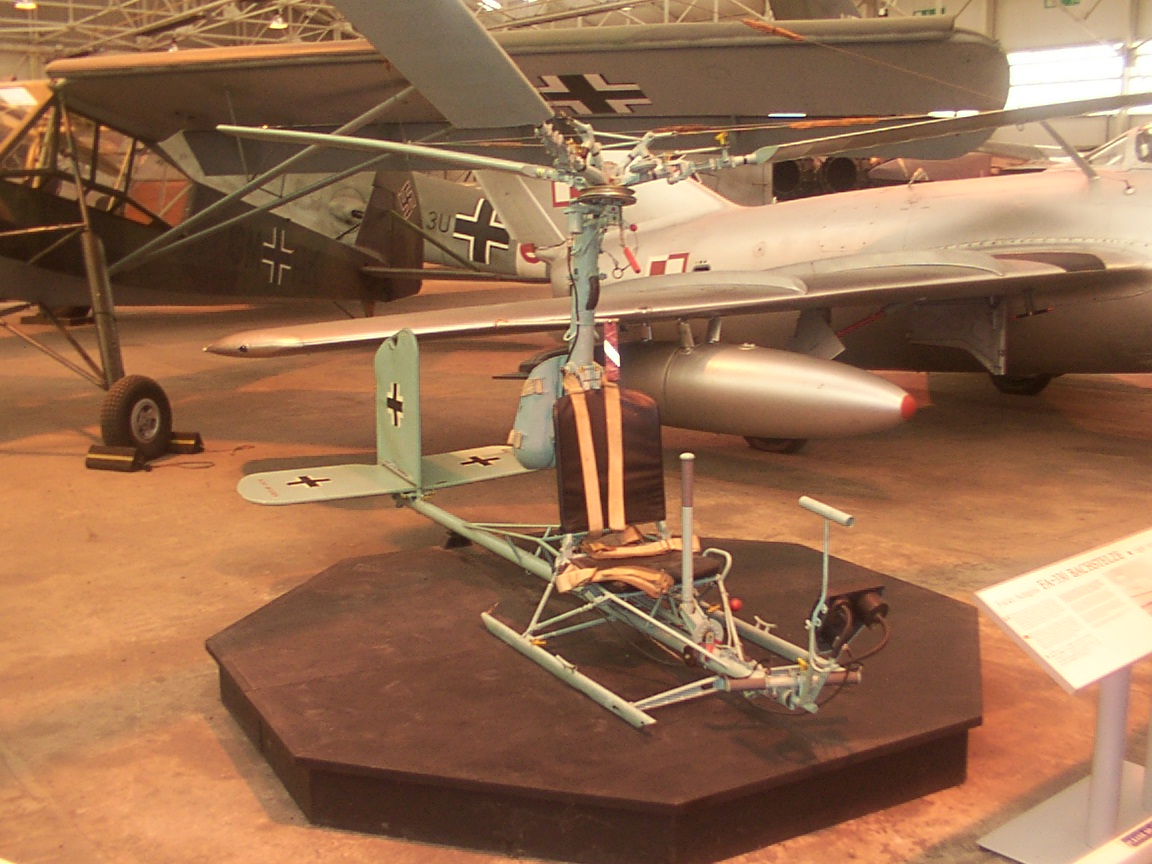
Focke Achgelis Fa 330A-1

- Avro Lincoln B2
- Consolidated PBY-6A Catalina
- de Havilland Mosquito TT35
- Fiesler Fi 156C-7
- Focke Achgelis Fa 330A-1
- IA-58 Pucará
- Folland Gnat F1
- Hawker Afghan Hind
- Hawker Hurricane II
- Lockheed SP-2H Neptune
- Messerschmitt Me 163B-1a Komet
- Messerschmitt Me 410A-1/U2
- Mitsubishi Ki-46
- North American P-51D Mustang
- Panavia Tornado
- Supermarine Spitfire I
- Yokusuka MXY7 Ohka

## Motores en exhibición

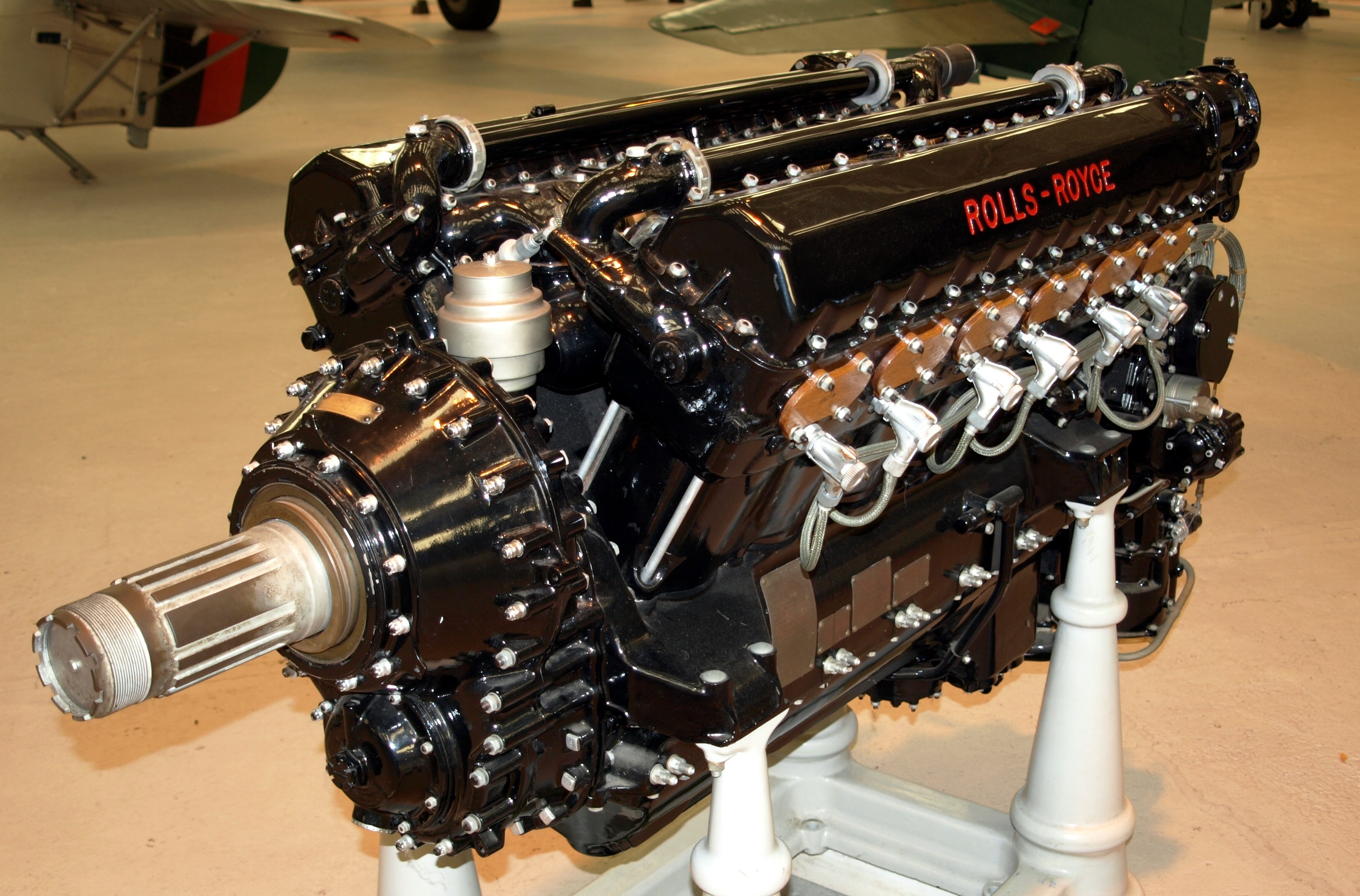
El Rolls-Royce Kestrel.

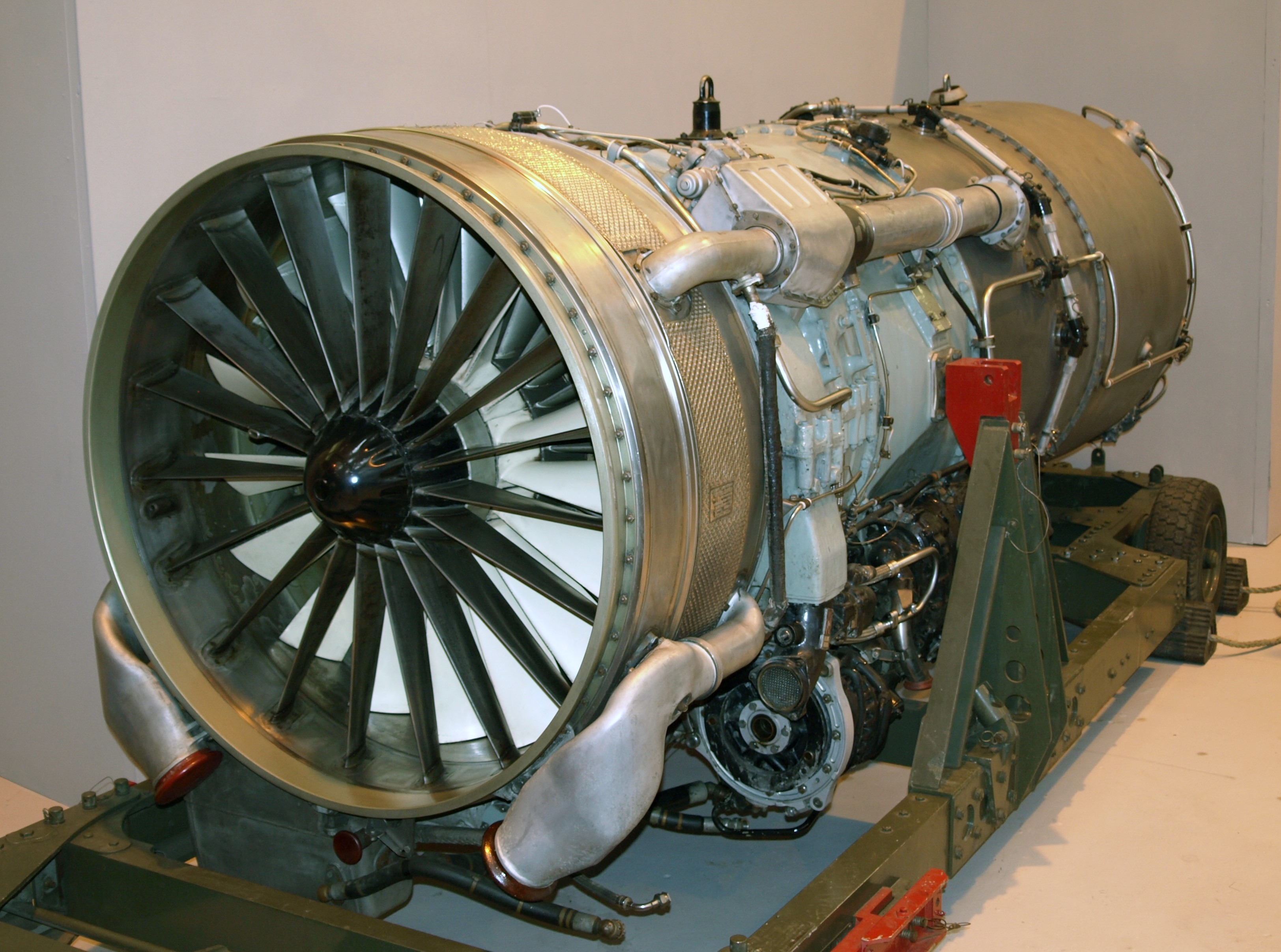
El Rolls-Royce Conway.

- Alvis Leonides
- Armstrong Siddeley Cheetah XV
- Armstrong Siddeley Civet
- Armstrong Siddeley Mamba
- Bentley BR2
- Blackburn Cirrus Major
- Bristol Thor
- Bristol Siddeley 605
- Bristol Stentor
- Daimler-Benz DB 610
- de Havilland Gipsy
- de Havilland Gipsy Queen
- de Havilland Spectre
- de Havilland Double Spectre
- de Havilland Super Sprite
- General Electric T700
- Junkers Jumo 004
- Junkers Jumo 205
- Lycoming O-360
- Nakajima Sakae
- Napier Lion
- Power Jets W.2
- Pratt & Whitney R-985

- Pratt & Whitney R-1830
- Renault 70 hp
- Rolls-Royce Avon
- Rolls-Royce Dart
- Rolls-Royce Conway
- Rolls-Royce Derwent
- Rolls-Royce Olympus
- Rolls-Royce Viper
- Rolls-Royce Spey
- Rolls-Royce Tyne
- Rolls-Royce RB108
- Rolls-Royce RB162
- Rolls-Royce RB.211
- Rolls-Royce Kestrel XVI
- Packard Merlin 28
- Rolls-Royce Olympus
- Rolls-Royce/SNECMA M45H
- Rolls-Royce Turbomeca Adour
- Turbo-Union RB199
- Walter 109-500
- Walter 109-509
- Walter 109-739
- Wright R-3350

## Colección de Misiles
- Australian Government Aircraft Factories Malkara
- Blohm & Voss BV 246
- British Aerospace Rapier
- Hawker Siddeley SRAAM
- British Aircraft Corporation Bloodhound
- British Aerospace Sea Skua
- British Aircraft Corporation Swingfire
- British Aircraft Corporation Thunderbird
- Douglas Thor
- Douglas Skybolt
- Engins Matra AS37 AR Martel
- Fairey Fireflash
- Fairey Separation Test Vehicle (STV)

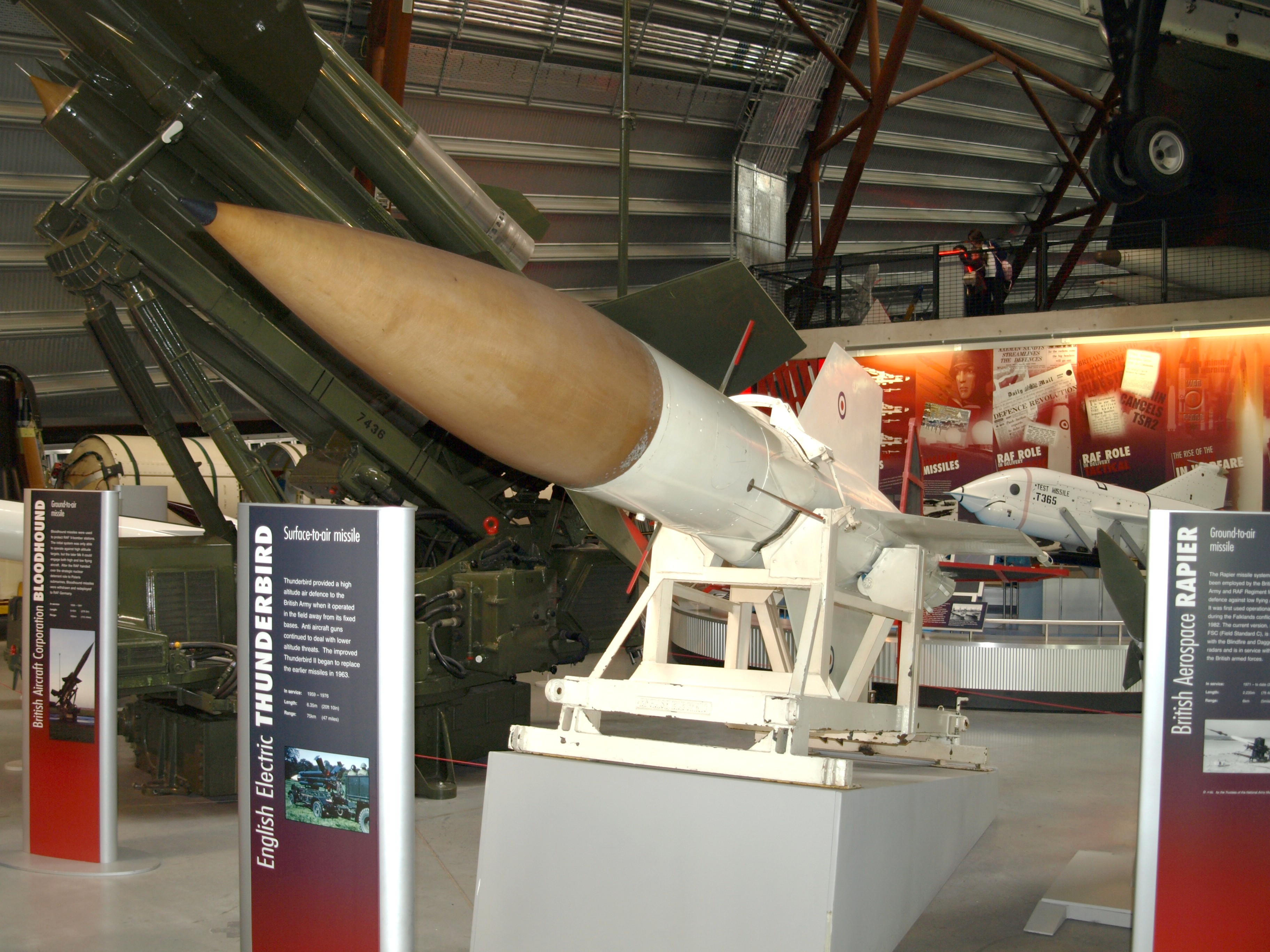
El English Electric Thunderbird.

- Fieseler Fi103 (V-1 flying bomb)
- German Army V-2
- Hai Ying 2G Silkworm
- Hawker Siddeley Blue Steel
- Hawker Siddeley Firestreak
- Hawker Siddeley Martel AJ-168

- Hawker Siddeley Red Top
- Henschel He 117 'Schmetterling'
- Henschel Hs 293
- Henschel Hs 298
- Holzbrau Enzian
- Lockheed Polaris
- Nord AS11
- Philco-Ford AIM-9B Sidewinder
- RAF Lightweight Torpedo Mk30
- Raytheon AIM-7 Sparrow
- Rheinmetall Borsig Feuerlilie
- Rheinmetall Borsig Rheinbote
- Rheinmetall Borsig Rheintochter
- Ruhrstahl Kramer X-4
- Ruhrstahl AG Fritz X
- Scheufeln Taifun
- USA Lightweight Torpedo Mk43
- USA Lightweight Torpedo Mk44